# Капитан покидает корабль последним
Капитан покидает корабль последним — морская традиция, требующая, чтобы капитан тонущего судна покинул его последним лишь после спасения всех находившихся на борту судна людей. Данная традиция зафиксирована в морских законах целого ряда государств (но не всех). Статья 30 Кодекса внутреннего водного транспорта и статья 66 Кодекса торгового мореплавания РФ буквально и недвусмысленно требуют, чтобы капитан в случае, если, по его мнению, судну грозит неминуемая гибель, после принятия всех мер по спасению пассажиров разрешил членам экипажа оставить судно и сам оставил его последним. Была распространена на европейских судах, однако, в отношении капитанов азиатских судов вплоть до второй половины XX века действовал обратный принцип: капитан, как самый важный человек на корабле, должен быть спасен в первую очередь. 

## Обоснование традиции и закона
Закон предоставляет капитану корабля широкие полномочия по управлению экипажем и находящимися на борту пассажирами. По существу, капитан судна во время плавания представляет всю государственную власть с соответствующими правами, включая право заверять завещания умерших и рождение ребёнка на судне во время плавания (ст. 70 Кодекса торгового плавания РФ), право возбуждения уголовного дела, осуществления неотложных следственных действий, даже ареста и применения силы, например, для подавления мятежа или для защиты от нападения пиратов. Во многих случаях даже старшее по званию или должности лицо не имеет права отдавать приказы в обход капитана. Таким образом, капитан имеет абсолютное право в принятии решений, связанных с безопасностью судна, груза и экипажа, не ограниченное никакими субординационными обстоятельствами. Капитан судна сохраняет свои права даже после гибели судна вплоть до возвращения экипажа на родину. Обратной стороной огромных прав и полномочий капитана корабля является столь же большая ответственность за судьбу судна и прежде всего находящихся на его борту людей, которых он должен спасать при всех обстоятельствах даже ценой опасности для собственной жизни.

## Примеры героического поведения капитанов

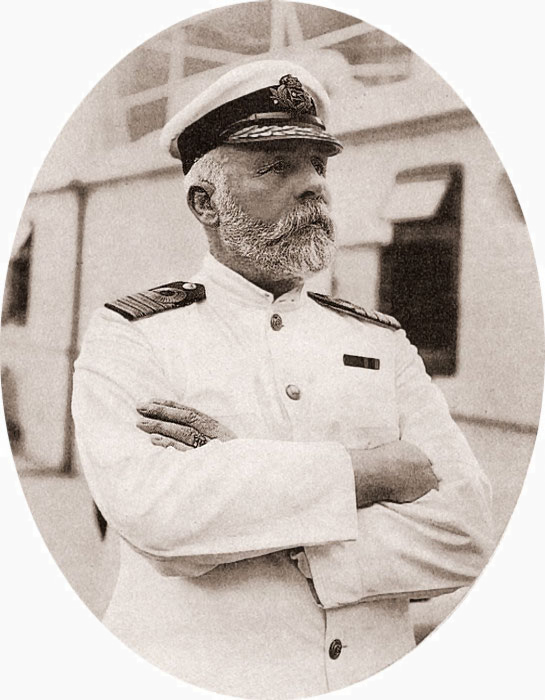
Капитан Эдвард Джон Смит, оставшийся на борту тонущего пассажирского лайнера «Титаник»

- 15 апреля 1912 года капитан пассажирского лайнера «Титаник» Эдвард Джон Смит остался на тонущем корабле, при одной из страшнейших судоходных катастроф в истории, погибнув в ледяной воде вместе с другими 1495 людьми.
- 27 июня 1940 года итальянская подводная лодка «Консоле Дженерале Льюцци[англ.]» в Средиземном море была атакована и принуждена к всплытию британскими эсминцами. Её командир, капитан-лейтенант Лоренцо Бецци приказал экипажу покинуть судно, а затем затопил подводную лодку вместе с собой[7].
- 28 февраля 1942 года во время первого сражения в Яванском море нидерландский контр-адмирал Карел Доорман командовал флагманским лёгким крейсером «Де Рюйтер», который был поражён торпедой Тип 93 c японского тяжёлого крейсера «Хагуро» и стал тонуть. Часть экипажа крейсера спаслась, однако Доорман, следуя старой морской традиции, остался на тонущем корабле и погиб на нём[8].
- В ходе битвы за Мидуэй японский авианосец «Сорю» 5 июня 1942 года был поражён американской авиацией и охвачен пожаром, борьба с которым оказалась безнадёжной. Командир корабля Рюсаку Янагимото приказал экипажу покинуть гибнущий корабль, но сам остался на нём, разделив судьбу сотен матросов, отрезанных огнём в трюмах авианосца. В тот день такой же подвиг совершил командир авианосца «Хирю» капитан 1-го ранга Тамэо Каку (яп. 加来止男), оставшийся на горящем корабле. Вместе с ним также остался контр-адмирал Тамон Ямагути, желавший своей смертью искупить вину за гибель вверенного ему авианосного соединения[9][10].
- Предполагается, что 28 сентября 1994 года Арво Андрессон, сменный капитан парома «Эстония», оставался на потерпевшем крушение судне и отказался его покидать[11].
- 10 июля 2011 года в Куйбышевском водохранилище в районе села Сюкеево Камско-Устьинского района Республики Татарстан капитан теплохода «Булгария» Александр Островский оставался у штурвала до последнего и погиб, разделив участь 122 человек.

## Примеры нарушения капитанами традиции
- 6 декабря 1917 года в гавани канадского города Галифакса французский военный транспорт «Монблан», загруженный практически одной взрывчаткой (тротилом, пироксилином и пикриновой кислотой), столкнулся с норвежским кораблём «Имо». На судне начался пожар. Зная о характере груза, капитан Эйм Ле Медек сразу же дал команду покинуть судно. Все с «Монблана» благополучно добрались до берега, бросив смертельно опасный груз на произвол судьбы. Горящий «Монблан» начал дрейфовать в сторону берега и в итоге навалился носом на деревянный пирс. В 9 часов 06 мин. произошёл чудовищный взрыв, в результате порт и значительная часть города были полностью разрушены. Около 2 тыс. человек погибли под обломками зданий и из-за возникших после взрыва пожаров. Приблизительно 9 тыс. человек получили ранения, 400 человек лишились зрения. 13 декабря 1917 году в уцелевшем здании городского суда Галифакса началось разбирательство. Оно закончилось 4 февраля 1918 г. Виновными были признаны Ле Медек и местный лоцман Маккей, которые были арестованы. Однако через год с небольшим, после рассмотрения дела Верховным судом Канады, оба были освобождены, и им вернули лицензии судоводителей. Международный суд, рассматривая иски обеих судоходных компаний, пришёл к выводу, что в столкновении в равной степени виноваты капитан «Имо» (погибший при взрыве) и «Монблана». Однако французское правительство такое решение не признало. Ле Медек продолжал служить в фирме «Компани женераль трансатлантик» до 1922 года. А в 1931 году, в связи с выходом на пенсию, он был награждён орденом Почётного легиона.[12].
- 7 апреля 1990 года при пожаре на пароме «Скандинавиан Стар» его 57-летний капитан Хакон Ларсен покинул горящее судно через 1 час 20 минут после начала пожара, хотя на пароме ещё оставалось более 30 человек. Однако Ларсен не знал об оставшихся на борту пассажирах. Тем не менее, суд вынес ему обвинительный приговор за халатность, повлёкшую за собой гибель 158 человек, и приговорил к 6 месяцам лишения свободы[13].
- Во время крушения лайнера «Коста Конкордия» в ночь с 13 на 14 января 2012 года в Тирренском море его капитан Франческо Скеттино покинул судно задолго до того, как с него были спасены все уцелевшие пассажиры и члены экипажа. Было установлено, что Скеттино покинул судно одним из первых, ещё в пятницу, хотя эвакуация продолжалась до утра субботы. Во время эвакуации пассажиров Скеттино не подчинился приказу командира центра береговой охраны в Ливорно Грегорио де Фалько вернуться на борт судна и руководить эвакуацией на месте. За эти действия 11 февраля 2015 года суд первой инстанции в городе Гроссето признал Скеттино виновным в непреднамеренном убийстве 32 человек, погибших в результате катастрофы, а также в том, что покинул судно до окончания эвакуации всех находившихся на борту, и приговорил его к 16 годам тюрьмы[14].
- 16 апреля 2014 года при крушении парома «Севоль» капитан Ли Чжун Сок покинул судно одним из первых[15]. Из находившихся на борту парома 476 человек погибло 304 (были найдены тела 295 погибших, 9 человек числятся пропавшими без вести). В ходе поисковой операции погибло ещё три человека. После ряда судебных разбирательств 28 апреля 2015 года апелляционный суд Южной Кореи отменил решение суда города Кванджу о тюремном заключении Ли Чжун Сока на срок 36 лет и приговорил его к пожизненному заключению, признав его виновным в массовом убийстве.